# Павлов, Мирча-Серджу-Аурельян
Мирча-Серджу-Аурельян Павлов (рум. Mircea-Sergiu-Aurelian Pavlov; род. 14 сентября 1937, Салонта) — румынский шахматист, международный мастер (1977), тренер.
В составе сборной Румынии участник 21-й Олимпиады (1977) в Ницце и 3-х командных чемпионатов Европы (1965, 1973—1977).

## Изменения рейтинга
| Графики недоступны из-за технических проблем. См. информацию на Фабрикаторе и на mediawiki.org. |